# هاکی روی یخ

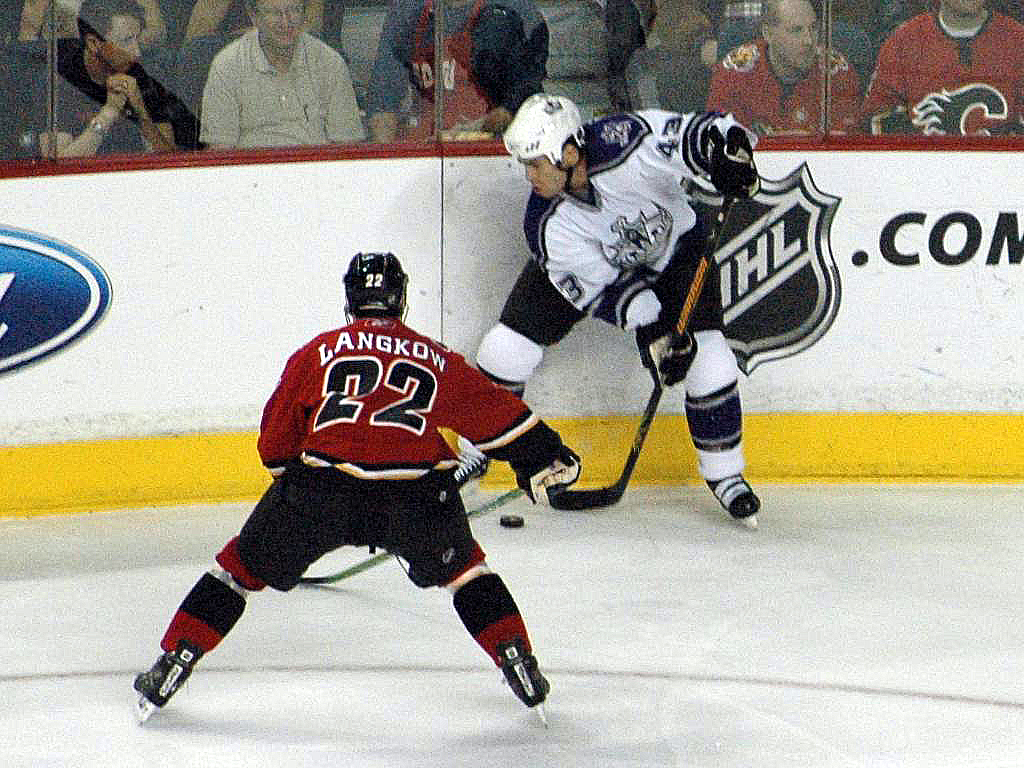
صحنه‌ای از یک بازی هاکی میان دو تیم کلگری فلیمس و لس‌آنجلس کینگز در لیگ ملی هاکی

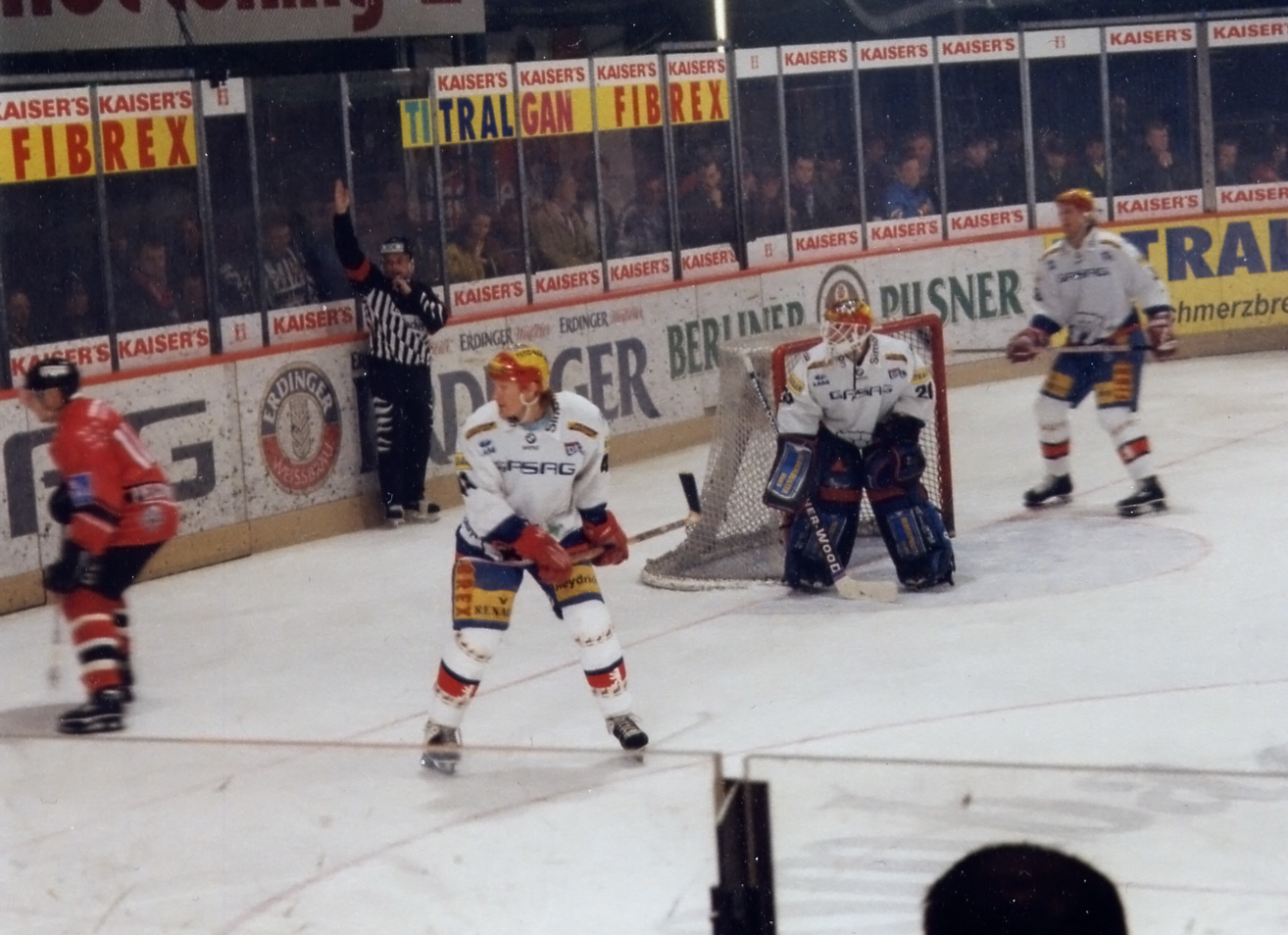
دو مدافع و دروازه‌بان، آماده در کنار دروازه. داور دستش را پشت دروازه بالا گرفته و در سوتش می‌دمد که نشان از قصد داور برای گرفتن پنالتی دارد.

هاکی روی یخ (در انگلیسی: Ice hockey) نام یکی از رشته‌های ورزشی پرطرفدار است که در آمریکای شمالی (ایالات متحده و کانادا) تنها هاکی نامیده می‌شود. بازی هاکی، یک بازی تیمی است که بر روی یخ انجام می‌شود. ورزشِ هاکی در کشورهای سردسیری که فصل سرما و یخبندان در آنان طولانی است دارای محبوبیت بسیار زیادی است، به صورتی که در کشورهای اسکاندیناوی و کانادا هاکی ورزش اول آن کشورها به حساب می‌آید. هاکی یکی از چهار بازی اصلی در آمریکای شمالی است که لیگ فوق حرفه‌ای آن که به لیگ برتر مشهور است و با نام لیگ ملی هاکی (NHL) و برای زنان با نام لیگ ملی هاکی زنان (NWHL) دارای محبوبیت و طرفداران زیادی است. بوفالو، دیترویت، پیتسبرگ، مینه‌سوتا، شیکاگو، بوستون، نیویورک، فیلادلفیا، تمپا، دنور، سن خوزه، کالیفرنیا و کلمبوس از شهرهایی در ایالات متحده هستند که شهروندانشان به هاکی علاقه فراوان دارند.
هاکی در فصل سرما، ورزش ملی کانادا و محبوب‌ترین بازی ورزشی در کشور فنلاند است. هاکی همچنین در بخش‌هایی از ایالات متحده آمریکا از جمله در شمال شرقی، مرکز و آلاسکا دارای طرفداران بسیاری است.
با اینکه ۶۴ کشور جهان عضو فدراسیون بین‌المللی هاکی روی یخ (IIHF) هستند، در مسابقات جهانیِ هاکی از جمله در بازی‌های المپیک زمستانی و جام جهانی هاکی روی یخ، کشورهای کانادا، جمهوری چک، فنلاند، روسیه، اسلواکی، سوئد و ایالات متحده آمریکا حرفی برای گفتن دارند و غالباً در صدر جدول مسابقات جای می‌گیرند، به‌گونه‌ای که از ۶۳ مدالی که در مسابقات هاکی مردان در بازی‌های المپیک زمستانی از سال ۱۹۲۰ تاکنون اعطا شده‌است، تنها ۶ مدال به کشورهایی جز چند کشور نامبرده رسیده‌است.
بازیِ «هاکیِ روی یخ» ورزشی بسیار فیزیکی است که در آن سه عاملِ سرعت، تکنیک و قدرت فیزیکی یا قدرت جسمانی نقشی اساسی را ایفا می‌کنند.

## قانون و تجهیزات

### قانون
این بازی شامل سه سِت ۲۰ دقیقه‌ای می‌باشد و زمان بازی فقط هنگامی محاسبه می‌شود که توپ در حال حرکت باشد. در بازی‌های غیرحرفه‌ای و بازی‌های کودکان، زمانِ هر دورهٔ بازی گاهی کوتاه‌تر خواهد بود. اگر در پایان ستِ سوم نتایج مساوی بود وقت اضافه نیز در نظر گرفته می‌شود و اولین تیمی که گل به ثمر برساند برندهٔ آن مسابقه می‌شود.

### پوشاک و تجهیزات
تجهیزات هاکی روی یخ شامل چوب دستی ، پاک (pok) ، اسکیت ، کلاه ایمنی و گارد های مخصوص محافظت از بدن می‌شود.

## اصطلاح‌ها
- 'Chirpin (جیرجیر زدن): فحاشی بازیکنان به یکدیگر
- Mucking it up (کثافت‌کاری): در گیر شدن فیزیکی در هنگامی که توپ هاکی (پاک هاکی) در کرنرها قرار دارد
- Up on the roof (رو-طاقی): شوتی که به بالای طاق دروازه بنشیند
- Cement Head (کله‌خر): بازیکن مهاجم که به دنبال دعوا و برخورد فیزیکی باشد
- Gong Show (نمایش ضرب چینی): به بازیکن یا تیمی که بازی هاکی را بد بازی کند
- Top Shelf (سجاف): گلی که توپ هاکی (پاک هاکی) از گوشهٔ هر یک از دو طاقِ دروازه به ثمر می‌نشاند
- Duster (گردگیر): بازیکنی که همیشه روی نیمکتِ ذخیره به دستور مربی می‌نشیند و بازی داده نمی‌شود
- Grinder (جان‌کن): بازیکنی که هم خشن است و هم زحمت‌کش

## بر پایه کشور

### ایران
فعالیت هاکی روی یخ در ایران از سال ۱۳۹۵ از کمپ یک روزه تیم ملی اینلاین هاکی ایران در ایتالیا آغاز شد. در آن سال تیم ایران به کمپ کشورهای امارات و قزاقستان اعزام شد و پس از آنکه یک مسابقه دوستانه در کشور مالزی انجام داد، به مسابقات المپیک زمستانی ساپورای ژاپن اعزام شد. بنا به دلایلی در این مسابقات، این تیم  نتوانست از ۱۳ بازیکن ۲ ملیتی خود استفاده کند و تنها با ۸ بازیکن بازیهای خود را بصورت دوستانه در این مسابقات به پایان برد.